# روي دوارتي
روي دوارتي (11 أكتوبر 1980 لشبونة البرتغال - ) هو لاعب كرة قدم برتغالي.

## وصلات خارجية
- روي دوارتي على موقع قاعدة بيانات كرة القدم.إي يو (الإنجليزية)
- روي دوارتي على موقع Soccerway.com (الإنجليزية)
- روي دوارتي على موقع عالم كرة القدم.نت (الإنجليزية)